# Tetramorium krynitum
Tetramorium krynitum är en myrart som beskrevs av Bolton 1980. Tetramorium krynitum ingår i släktet Tetramorium och familjen myror. Inga underarter finns listade i Catalogue of Life.